# Landtagswahl im Saarland 1999
- SPD: 25
- CDU: 26

Die Landtagswahl im Saarland 1999 war die 12. Landtagswahl im Saarland. Sie fand am 5. September gleichzeitig mit der Landtagswahl in Brandenburg statt und führte zu einem Machtwechsel im Saarland. Die seit 1985 allein regierende SPD verlor fünf Prozentpunkte und damit ihre absolute Mehrheit; die CDU erhielt 6,9 Prozentpunkte mehr und 26 der 51 Sitze im Landtag, eine absolute Mehrheit.
Der CDU-Spitzenkandidat Peter Müller bildete eine CDU-Regierung (Kabinett Müller I) und blieb bis zum 9. August 2011 Ministerpräsident. Damit kam erstmals seit 1985 wieder die CDU Saarland an die Regierung.

Die Grünen verfehlten den Wiedereinzug in den Landtag.

## Ausgangssituation
Bei den Landtagswahlen 1985, 1990 und 1994 hatte die SPD absolute Mehrheiten der Landtagssitze erhalten.
Sie stellte eine Alleinregierung unter Ministerpräsident Oskar Lafontaine (Kabinett Lafontaine III). Am 9. November 1998 wurde dieser nach seinem Rücktritt und Wechsel ins Bundesministerium der Finanzen durch Reinhard Klimmt abgelöst, der das Kabinett Klimmt bildete. Die FDP/DPS hatte 1994 nur 2,1 Prozent der Stimmen erhalten und den Einzug in den Landtag deutlich verfehlt. Die Grünen hatten 1994 5,5 Prozent der Stimmen erhalten, die Fünf-Prozent-Hürde überwunden und waren erstmals in den saarländischen Landtag eingezogen.

## Wahlkampf/Umfragen
Die Grünen kündigten an, im Falle eines Wiedereinzugs in den Landtag eine Koalition mit der SPD anzustreben; sie schlossen ein Bündnis mit der CDU aus.
Nach dem Regierungswechsel 1998 regierte in Bonn eine rot-grüne Koalition unter Bundeskanzler Gerhard Schröder. Die CDU erzielte bei den Landtagswahlen 1999 eine Serie von Erfolgen, während die SPD Verluste hinnehmen musste. Vor der Wahl im Saarland hatte schon die Landtagswahl in Hessen einen Regierungswechsel hin zu einer schwarz-gelben Koalition ermöglicht.
Die Umfragen ergaben ein uneinheitliches Bild: Im März 1999 lag die SPD in den Umfragen noch bei 51 Prozent und deutlich vor der CDU. Von Juni bis August lag die CDU dann vor der SPD; die letzte Umfrage am 31. August 1999 sah die SPD einen Prozentpunkt vor der CDU. Wurde den Grünen in einigen Umfragen noch ein Wiedereinzug in den Landtag vorhergesagt, lag die FDP in allen Umfragen deutlich unter fünf Prozent.
| Institut                | Datum             | CDU    | SPD    | GRÜNE | FDP   | Sonstige        |
| ----------------------- | ----------------- | ------ | ------ | ----- | ----- | --------------- |
| letztes Wahlergebnis    | 16. Oktober 1994  | 38,6 % | 49,4 % | 5,5 % | 2,1 % | 4,4 %           |
| Emnid                   | 30. Januar 1999   | 41 %   | 46 %   | 7 %   | 2 %   | REP 2 % Sonst.? |
| Forsa                   | Februar 1999      | 36 %   | 51 %   | ?     | ?     | ?               |
| Forsa                   | März 1999         | 41 %   | 51 %   | 4 %   | 2 %   | 2 %             |
| Emnid                   | 9. April 1999     | 42 %   | 45 %   | 6 %   | 3 %   | 4 %             |
| Infratest dimap         | 25. Juni 1999     | 46 %   | 42 %   | 4 %   | 3 %   | 5 %             |
| Infratest dimap         | 19. Juli 1999     | 46 %   | 43 %   | 4,5 % | 2 %   | 4,5 %           |
| Infratest dimap         | 18. August 1999   | 45 %   | 43 %   | 5 %   | 3 %   | 4 %             |
| Forschungsgruppe Wahlen | 31. August 1999   | 45 %   | 46 %   | 4 %   | 4 %   | 1 %             |
| Wahlergebnis            | 5. September 1999 | 45,5 % | 44,4 % | 3,2 % | 2,6 % | 4,3 %           |

## Ergebnis
Die Wahl hatte folgendes Ergebnis:
| Wahlberechtigte | 822.810          |
| Wähler          | 565.523          |
| Wahlbeteiligung | 68,7 %           |
| Gültige Stimmen | 557.337 (98,5 %) |

| Partei  | Stimmen absolut | Stimmen in % | Sitze gesamt | Sitze 1994 | Diffe- renz |
| ------- | --------------- | ------------ | ------------ | ---------- | ----------- |
| CDU     | 253.856         | 45,5 %       | 26           | 21         | +5          |
| SPD     | 247.311         | 44,4 %       | 25           | 27         | -2          |
| GRÜNE   | 18.106          | 3,2 %        |              | 3          | -3          |
| FDP/DPS | 14.259          | 2,6 %        |              |            |             |
| REP     | 7.328           | 1,3 %        |              |            |             |
| Familie | 5.623           | 1,0 %        |              |            |             |
| PDS     | 4.490           | 0,8 %        |              |            |             |
| FWGS    | 4.157           | 0,7 %        |              |            |             |
| ödp     | 1.557           | 0,3 %        |              |            |             |
| CM      | 650             | 0,1 %        |              |            |             |

Die bislang oppositionelle CDU verzeichnete Stimmengewinne von fast sieben Prozentpunkten, erreichte ein Ergebnis von 45,5 % und somit mit 26 von 51 Sitzen eine knappe absolute Mehrheit im Landtag. Die bis dahin allein regierende SPD musste Verluste von fünf Prozentpunkten hinnehmen und erreichte 44,4 Prozent und 25 Sitze. Alle weiteren Parteien scheiterten deutlich am Einzug in den Landtag, sodass erstmals seit 1970 wieder ein Zweiparteienparlament aus CDU und SPD entstand.
Die 1994 mit 5,5 Prozent erstmals in den Landtag eingezogenen Grünen verloren mehr als zwei Prozentpunkte, erreichten nur noch 3,2 Prozent und schieden somit aus dem Landtag aus. Die FDP/DPS, die 1994 mit 2,1 Prozent ihr bislang schlechtestes Ergebnis im Saarland überhaupt erreicht hatte und damit aus dem Landtag gewählt worden war, konnte ihren Stimmenanteil wieder leicht auf 2,6 Prozent steigern, verfehlte aber dennoch deutlich den Wiedereinzug ins Parlament. Die Republikaner, die nach 3,4 Prozent 1990 bei der Wahl von 1994 nur noch 1,4 Prozent gewonnen hatten, verloren abermals leicht und kamen auf 1,3 Prozent. Ferner übersprang die Familienpartei, die ihren organisatorischen Schwerpunkt im Saarland hat, mit 1,0 Prozent bundesweit erstmals bei einer Landtagswahl knapp die Hürde zur staatlichen Parteienfinanzierung. Die erstmals kandidierende PDS erreichte ein Ergebnis von 0,8 %.

## Wahlanalyse
Bis heute ist dies die letzte deutsche Landtagswahl, bei der lediglich zwei Parteien die Fünfprozenthürde übersprangen. Obwohl sich das saarländische Parteiensystem in der Folgezeit weiterhin stark auf die beiden Volksparteien CDU und SPD konzentrierte, zogen bei allen nachfolgenden Landtagswahlen im Bundesland – wie bei allen anderen in Deutschland – stets mindestens drei Parteien in das jeweilige Parlament ein. Neben dem ungünstigen Bundestrend, dem die SPD im zeitlichen Umfeld der Wahl ausgesetzt war, spielte seinerzeit der Rücktritt des im Saarland sehr populären Oskar Lafontaine als SPD-Vorsitzender und Bundesfinanzminister ein halbes Jahr zuvor bei der vergleichsweise knappen Wahlniederlage, die lediglich um einen Prozentpunkt entschieden wurde, eine maßgebliche Rolle.
Die GRÜNEN flogen zum ersten Mal aus einem westdeutschen Landtag raus, was ihnen – 2006 in Rheinland-Pfalz sowie 2017 erneut im Saarland – danach lediglich zwei weitere Male passierte.

## Konsequenzen
Am Wahlabend, kurz nach 19:30 Uhr, räumte Ministerpräsident Reinhard Klimmt die Wahlniederlage seiner Partei ein.
Der Grünen-Landesvorsitzende Christian Molitor blieb nach der Wahl bei seiner Sympathiebekundung für den scheidenden Ministerpräsidenten – vor der Wahl hatte er sich für eine rot-grüne Koalition ausgesprochen – und sagte, Klimmt wäre „der bessere Ministerpräsident“ im Vergleich zu Müller.
Die CDU erreichte zum ersten Mal seit 1970 wieder eine absolute Mehrheit im Landtag des Saarlandes und konnte nach 14 Jahren Opposition somit eine Alleinregierung unter Peter Müller als Ministerpräsident (Kabinett Müller I) bilden, die am 29. September 1999 gewählt wurde und das Kabinett Klimmt als SPD-Alleinregierung nach weniger als einem Jahr im Amt ablöste.

## Trivia
Die Wahl, die gleichzeitig mit der Landtagswahl in Brandenburg 1999 stattfand, war die 200. Wahl (auf Bundes- oder Landesebene) im Nachkriegsdeutschland.